# Wywiery
Wywiery (biał. Выверы, ros. Выверы) – agromiasteczko na Białorusi, w obwodzie mińskim, w rejonie mołodeckim, w sielsowiecie Miasota, którego od 2015 są siedzibą.
W miejscowości działa parafia prawosławna pw. św. Męczennika Pantelejmona.

## Historia
W czasach zaborów wieś i folwark w okręgu wiejskim Rajewszczyzna, w gminie Mołodeczno, w powiecie wilejskim, w guberni wileńskiej Imperium Rosyjskiego. W 1865 roku wieś liczyła 129 mieszkańców (55 dusz rewizyjnych) w 11 domach, folwark – 12 mieszkańców w 1 domu, własność Kasperowiczów.
W latach 1921–1945 wieś i kolonia leżały w Polsce, w województwie wileńskim, w powiecie wilejskim, od 1927 roku w powiecie mołodeczańskim, w gminie Mołodeczno.
Według Powszechnego Spisu Ludności z 1921 roku zamieszkiwały:
- wieś – 174 osoby, 1 była wyznania rzymskokatolickiego a 173 prawosławnego. Jednocześnie wszyscy mieszkańcy zadeklarowali białoruską przynależność narodową. Było tu 30 budynków mieszkalnych[5]. W 1931 w 36 domach zamieszkiwało 199 osób[6].
- kolonię – 60 osób, 2 były wyznania rzymskokatolickiego a 58 prawosławnego. Jednocześnie 16 mieszkańców zadeklarowało polską a 44 białoruską przynależność narodową. Było tu 6 budynków mieszkalnych[5]. W 1931 w 8 domach zamieszkiwało 65 osób[6].

Wierni należeli do parafii rzymskokatolickiej i prawosławnej w Mołodecznie. Miejscowość podlegała pod Sąd Grodzki w Mołodecznie i Okręgowy w Wilnie; właściwy urząd pocztowy mieścił się w Mołodecznie.
W wyniku napaści ZSRR na Polskę we wrześniu 1939 miejscowość znalazła się pod okupacją sowiecką. 2 listopada została włączona do Białoruskiej SRR. Od czerwca 1941 roku pod okupacją niemiecką. W 1944 miejscowość została ponownie zajęta przez wojska sowieckie i włączona do Białoruskiej SRR.
Od 1991 w składzie niepodległej Białorusi.

## Przynależność państwowa i administracyjna
- ? - 1917  Imperium Rosyjskie, gubernia wileńska, powiat wilejski
- 1917 - 1919  Rosyjska FSRR
- 1919 - 1920  Polska, Zarząd Cywilny Ziem Wschodnich, okręg wileński
- 1920  Rosyjska FSRR
- 1920 - 1945[b]  Polska
  - województwo:
    - nowogródzkie (1921 - 1922)
    - Ziemia Wileńska (1922 - 1926)
    - wileńskie (od 1926)

  - powiat:
    - wilejski (1920 - 1927)
    - mołodeczański (od 1927)
- 1945 - 1991  ZSRR, Białoruska SRR
- od 1991  Białoruś